# Believe (álbum de Katherine Jenkins)
Believe é o sétimo álbum da artista de crossover clássico, Katherine Jenkins. Foi lançado em 26 de outubro de 2009 no Reino Unido. Jenkins descreveu o álbum como o seu mais acessível até a data, com várias canções populares como Bring Me To Life de Evanescence.

## Lista de músicas

### Edição internacional
| N.º | Título                                            | Duração |  |
| 1.  | "Till There Was You" (do The Music Man, 1957)     | 3:33    |  |
| 2.  | "Bring Me to Life"                                | 3:46    |  |
| 3.  | "Angel"                                           | 5:54    |  |
| 4.  | "I Believe" (dueto com Andrea Bocelli)            | 4:25    |  |
| 5.  | "Fear of Falling"                                 | 3:58    |  |
| 6.  | "Parla Più Piano - Love Theme From The Godfather" | 4:18    |  |
| 7.  | "Ancora Non Sai" (com o violinista Andre Rieu)    | 4:58    |  |
| 8.  | "No Woman, No Cry" (dueto com Cody Carey)         | 4:54    |  |
| 9.  | "La vie en rose"                                  | 3:22    |  |
| 10. | "La Califfa" (com o trompetista Chris Botti)      | 3:30    |  |
| 11. | "Who Wants to Live Forever"                       | 4:07    |  |
| 12. | "Se Si Perde Un Amore"                            | 4:46    |  |

| Edição Diamante /Edição Australiana/Edição Japonesa/ Barnes & Noble Exclusivo Bonus |          |         |  |
| N.º                                                                                 | Título   | Duração |  |
| 13.                                                                                 | "Adagio" | 3:41    |  |

| Canção bônus do iTunes |                              |         |  |
| N.º                    | Título                       | Duração |  |
| 13.                    | "Believe (de Track)" (Video) | 12:15   |  |

## Edição Platina
A edição platinum do álbum foi lançada em 6 de dezembro de 2010 no Reino Unido, incluído quatro novas canções ("Tell Me I'm Not Dreaming", "Gravity", "In The Bleak Midwinter", e uma versão ao vivo de "O Holy Night" com Michael Bolton), junto com um documentário em DVD que inclui todo os vídeos promocionais de Believe ("Bring Me To Life", "Angel", "Love Never Dies"), duas canções ao vivo do seu concerto na O2 Arena, aparições internacionais na tv e vídeos diários da turnê na Argentina.
| Lista de faixas |                                                      |         |  |
| N.º             | Título                                               | Duração |  |
| 1.              | "Tell Me I'm Not Dreaming"                           | 3:47    |  |
| 2.              | "Till There Was You"                                 | 3:33    |  |
| 3.              | "Love Never Dies (canção-título de Love Never Dies)" | 4:33    |  |
| 4.              | "Bring Me to Life"                                   | 3:46    |  |
| 5.              | "Angel"                                              | 5:54    |  |
| 6.              | "I Believe" (dueto com Andrea Bocelli)               | 4:25    |  |
| 7.              | "Gravity"                                            | 5:45    |  |
| 8.              | "Fear of Falling"                                    | 3:58    |  |
| 9.              | "Who Wants to Live Forever"                          | 4:07    |  |
| 10.             | "In the Bleak Midwinter"                             | 4:48    |  |
| 11.             | "Parla Più Piano - Love Theme From The Godfather"    | 4:18    |  |
| 12.             | "Endless Love" (dueto com Amaury Vassili)            | 4:24    |  |
| 13.             | "Ancora Non Sai" (com o violinista Andre Rieu)       | 4:58    |  |
| 14.             | "La Vie En Rose"                                     | 3:22    |  |
| 15.             | "La Califfa" (com o trompetista Chris Botti)         | 3:30    |  |
| 16.             | "Se Si Perde Un Amore"                               | 4:46    |  |
| 17.             | "Adagio"                                             | 3:41    |  |
| 18.             | "O Holy Night" (dueto com Michael Bolton) (ao vivo)) | 5:37    |  |

| DVD bônus |                     |         |  |
| N.º       | Título              | Duração |  |
| 1.        | "A Year Of Believe" | 58:00   |  |

| Canções bônus do iTunes |                                                                             |         |  |
| N.º                     | Título                                                                      | Duração |  |
| 19.                     | "Fear of Falling (iTunes Live from London)"                                 | 3:42    |  |
| 20.                     | "Parla Più Piano - Love Theme From The Godfather (iTunes Live from London)" | 3:58    |  |
| 21.                     | "Angel (iTunes Live from London)"                                           | 5:24    |  |
| 22.                     | "Till There Was You (iTunes Live from London)"                              | 3:03    |  |
| 23.                     | "La Vie En Rose (iTunes Live from London)"                                  | 2:29    |  |
| 24.                     | "I Believe (iTunes Live from London)"                                       | 3:58    |  |

## Remixes
A edição remix da Almighty Records remixou duas promos do álbum: "Bring Me to Life" e "Who Wants to Live Forever". Katherine Jenkins cantou as versões remixadas na casa noturna Heaven em Londres, como parte de sua noite G-A-Y em 24 de outubro de 2009. Jenkins é a primeira cantora clássica a cantar no clube G-A-Y.
| Bring Me to Life - Lançamento: 23 de outubro de 2009 - Selo: Warner 1. Almighty Remix (Club Mix) — 7:05 2. Almighty Remix (Radio Edit) — 3:10 3. Original — 3:46 | Who Wants To Live Forever - Lançamento: 2009 - Selo: Warner 1. Almighty Radio Edit — 4:11 2. Almighty Club Mix — 7:17 3. Almighty Dub Remix — 7:18 4. Almighty Instrumental — 7:18 5. Original Mix — 4:07 |

## Paradas
| Ano  | Parada                                  | Posição inicial |
| ---- | --------------------------------------- | --------------- |
| 2009 | Reino Unido Top 40 Albums Chart         | 6               |
| 2009 | Irlanda Top 75 Albums Chart             | 13              |
| 2009 | Australian Charts - Top 50 Albums       | 44              |
| 2010 | Austrália Charts - Top 50 Albums        | 35              |
| 2010 | Bélgica (Flanders) Top 100 Albums Chart | 13              |
| 2010 | Bélgica (Wallonia) Top 100 Albums Chart | 9               |
| 2010 | Grécia Top 50 Albums Chart              | 13              |
| 2010 | Alemanha Top 50 Albums Chart            | 10              |
| 2010 | Suíça Top 100 Albums Chart              | 35              |
| 2010 | Áustria Top 75 Albums Chart             | 18              |
| 2010 | Holanda Top 100 Albums Chart            | 39              |
| 2010 | França Top 200 Albums Chart             | 55              |
| 2010 | EUA Billboard Classical Albums Chart    | 5               |
| 2010 | EUA Billboard Heatseekers Albums Chart  | 42              |

### Posição final
| Parada (2009)                                   | Classificação |
| ----------------------------------------------- | ------------- |
| Austrália ARIA Charts - Top 50 Classical Albums | 10            |
| Parada (2010)                                   | Classificação |
| Austrália ARIA Charts - Top 50 Classical Albums | 7             |
| Alemanha Albums Chart                           | 100           |
| Bélgica (Wallonia) Albums Chart                 | 88            |

### Certificações
| País        | vendas  | Certificacões (Vendas) |
| ----------- | ------- | ---------------------- |
| Irlanda     | 15,000  | Platinum               |
| Reino Unido | 301,497 | Ouro                   |